# Andebu
Andebu est une kommune de Norvège. Elle est située dans le comté de Vestfold.